# Be Small
Be Small — четвёртый студийный альбом американской инди-рок-группы Here We Go Magic, выпущенный Secretly Canadian 16 октября 2015 года. Черпая вдохновение в альбоме Брайана Ино и Джона Кейла Wrong Way Up, а также в альбоме Роберта Уайатта Shleep, автор-исполнитель Люк Темпл приступил к записи, прежде чем заручиться помощью своего товарища по группе Майкла Блоха. Затем им помогали барабанщик Остин Вон и басист Брайан Бетанкур, которые помогли завершить работу над альбомом.

## Отзывы
| Совокупная оценка | Совокупная оценка |
| Источник          | Оценка            |
| ----------------- | ----------------- |
| Metacritic        | 80/100            |
| Оценки критиков   |                   |
| Источник          | Оценка            |
| AllMusic          | [ 1 ]             |
| DIY               | [ 7 ]             |
| Under the Radar   | [ 8 ]             |

Альбом получил положительные отзывы музыкальных критиков и интернет-изданий. На сайте Metacritic, который присваивает средневзвешенную оценку из 100 баллов рецензиям основных изданий, этот релиз получил средний балл 80, основанный на 9 рецензиях. AllMusic оценил альбом в четыре звезды, похвалив его за «множество просто хороших, интересных песен». NME также дал положительную рецензию и присудил Be Small четыре звезды из пяти.
Нед Раггетт из AllMusic отметил, что «болееотчётливым».

## Список композиций
| №   | Название                     | Длительность |
| --- | ---------------------------- | ------------ |
| 1.  | «Intro»                      | 0:30         |
| 2.  | «Stella»                     | 4:30         |
| 3.  | «Be Small»                   | 3:50         |
| 4.  | «Falling»                    | 4:33         |
| 5.  | «Candy Apple»                | 3:48         |
| 6.  | «Girls in the Early Morning» | 3:59         |
| 7.  | «Tokyo London US Korea»      | 4:58         |
| 8.  | «Wishing Well»               | 0:33         |
| 9.  | «Ordinary Feeling»           | 5:33         |
| 10. | «News»                       | 4:16         |
| 11. | «Dancing World»              | 4:44         |